# 山鹿市立菊鹿小学校
山鹿市立菊鹿小学校（やまがしりつきくかしょうがっこう）は、熊本県山鹿市菊鹿町下永野にある公立小学校。

## 沿革
- 2016年4月 - 山鹿市立六郷小学校、山鹿市立城北小学校、山鹿市立内田小学校、山鹿市立内田小学校矢谷分校、山鹿市立内田小学校山内分校が統合し開校

## 通学区域
- 旧菊鹿町全域

## 進学先中学校
- 山鹿市立菊鹿中学校